# Фермаови бројеви
У математици, фермаови бројеви, представљају природне бројеве облика {\displaystyle 2^{2n}+1\,} или {\displaystyle 2^{n}+1\,}, где је n ненегативан цео број. Под изразом Фермаови бројеви чешће се подразумева први облик {\displaystyle 2^{2n}+1\,}.

## Историја
Француски математичар Пјер Ферма поставио је хипотезу да су сви бројеви облика {\displaystyle 2^{2^{n}}+1\,} прости. То заиста важи за првих пет Фермаових бројева, 3, 5, 17, 257, 65537. Међутим, Леонард Ојлер је за n = 5 показао да је Фермаов број 4294967297 дељив са 641. Тачније, важи {\displaystyle 2^{25}+1=4294967297=641*6700417\,}. Касније су пронађени и други контрапримери који показују неистинитост ове Фермаове хипотезе. Карл Фридрих Гаус је поставио теорему да правилан n-тоугао може да конструише помоћу лењира и шестара ако и само ако је {\displaystyle n=2^{k}*p_{1}*...*p_{n}\,}, где је k ненегативан цео број и {\displaystyle p_{1},...,p_{n}\,} Фермаови прости бројеви.